# Europacup II 1973/74
De 14de editie van de Beker der Bekerwinnaars werd door het Oost-Duitse 1. FC Magdeburg gewonnen in de finale tegen titelverdediger AC Milan. Het was de eerste trofee voor een Oost-Duitse club in Europa, AC Milan was al de derde titelverdediger die de finale haalde maar de beker geen tweede keer op rij kon winnen.

## Eerste ronde
| Team #1                | Tot.             | Team #2                    | 1ste wed | 2de wed |
| ---------------------- | ---------------- | -------------------------- | -------- | ------- |
| Vasas SC Boedapest     | 0 - 3            | Sunderland AFC             | 0 - 2    | 0 - 1   |
| Cardiff City FC        | 1 - 2            | Sporting Clube de Portugal | 0 - 0    | 1 - 2   |
| RSC Anderlecht         | 3 - 3 (uitgoals) | FC Zürich                  | 3 - 2    | 0 - 1   |
| Pezoporikos Larnaca FC | 0 - 11           | Malmö FF                   | 0 - 0    | 0 - 11  |
| TJ Baník OKD Ostrava   | 3 - 1            | Cork Hibernians            | 1 - 0    | 2 - 1   |
| NAC Breda              | 0 - 2            | 1. FC Magdeburg            | 0 - 0    | 0 - 2   |
| Beroe Stara Zagora     | 11 - 1           | CS Fola Esch               | 7 - 0    | 4 - 1   |
| FC Torpedo Moskou      | 0 - 2            | Athletic Bilbao            | 0 - 0    | 0 - 2   |
| AC Milan               | 4 - 1            | NK Dinamo Zagreb           | 3 - 1    | 1 - 0   |
| Randers Freja          | 1 - 2            | SK Rapid Wien              | 0 - 0    | 1 - 2   |
| Lahden Reipas          | 0 - 2            | Olympique Lyonnais         | 0 - 0    | 0 - 2   |
| Legia Warschau         | 1 - 2            | PAOK Thessaloniki          | 1 - 1    | 0 - 1   |
| Gżira United           | 0 - 9            | SK Brann                   | 0 - 2    | 0 - 7   |
| Chimia Rimnicu Vilcea  | 2 - 4            | Glentoran FC               | 2 - 2    | 0 - 2   |
| ÍBV Vestmannæyjar      | 1 - 16           | Borussia Mönchengladbach   | 0 - 7    | 1 - 9   |
| Ankaragücü             | 0 - 6            | Rangers FC                 | 0 - 2    | 0 - 4   |

## Tweede ronde
| Team #1                  | Tot.             | Team #2                    | 1ste wed | 2de wed |
| ------------------------ | ---------------- | -------------------------- | -------- | ------- |
| Sunderland AFC           | 2 - 3            | Sporting Clube de Portugal | 2 - 1    | 0 - 2   |
| FC Zürich                | 1 (uitgoals) - 1 | Malmö FF                   | 0 - 0    | 1 - 1   |
| TJ Baník OKD Ostrava     | 2 - 3            | 1. FC Magdeburg            | 2 - 0    | 0 - 3   |
| Beroe Stara Zagora       | 3 - 1            | Athletic Bilbao            | 3 - 0    | 0 - 1   |
| AC Milan                 | 2 - 0            | SK Rapid Wien              | 0 - 0    | 2 - 0   |
| Olympique Lyonnais       | 3 - 7            | PAOK Thessaloniki          | 3 - 3    | 0 - 4   |
| SK Brann                 | 2 - 4            | Glentoran FC               | 1 - 1    | 1 - 3   |
| Borussia Mönchengladbach | 5 - 3            | Rangers FC                 | 3 - 0    | 2 - 3   |

## Kwartfinale
| Team #1                    | Tot.  | Team #2                  | 1ste wed | 2de wed |
| -------------------------- | ----- | ------------------------ | -------- | ------- |
| Sporting Clube de Portugal | 4 - 1 | FC Zürich                | 3 - 0    | 1 - 1   |
| 1. FC Magdeburg            | 3 - 1 | Beroe Stara Zagora       | 2 - 0    | 1 - 1   |
| AC Milan                   | 5 - 2 | PAOK Thessaloniki        | 3 - 0    | 2 - 2   |
| Glentoran FC               | 0 - 7 | Borussia Mönchengladbach | 0 - 2    | 0 - 5   |

## Halve finale
| Team #1                    | Tot.  | Team #2                  | 1ste wed | 2de wed |
| -------------------------- | ----- | ------------------------ | -------- | ------- |
| Sporting Clube de Portugal | 2 - 3 | 1. FC Magdeburg          | 1 - 1    | 1 - 2   |
| AC Milan                   | 2 - 1 | Borussia Mönchengladbach | 2 - 0    | 0 - 1   |

## Finale
| Team #1         | Uitsl. | Team #2  |
| --------------- | ------ | -------- |
| 1. FC Magdeburg | 2 - 0  | AC Milan |